# 翡翠
翡翠也称翡翠玉、輝玉、翠玉、硬玉、缅甸玉，是玉的一种，颜色呈翠绿色（称之翠）或红色（称之翡）。
翡翠的名称来自鸟名，这种鸟的羽毛非常鲜艳，雄性的羽毛呈红色，名翡鸟，雌性的羽毛呈绿色，名翠鸟，合称翡翠，明朝时，缅甸玉传入中国后，就冠以「翡翠」之名。

## 化學性質
翡翠屬輝石類，單斜晶系、完全解理。主要組成物為矽酸鋁鈉（NaAlSi2O6，寶石礦中含有超過50%以上的矽酸鋁鈉才被視為翡翠），出產於低溫高壓下生成的變質岩層中。往往伴生在藍閃石、白雲母、硬柱石（二水鈣長石）、霰石和石英。莫氏硬度在6.5—7之間，比重在3.25—3.35之間，熔點介於900—1000 °C之間。

## 品質和价值
翡翠器件的价值通过以下几个方面来评判：
- 颜色，即所谓正、阳、浓、勻。（正：指颜色的纯正程度；阳：指颜色的明亮程度；浓：指颜色的饱和度/深浅；匀：指颜色分布的均匀程度。）
- 质地，又称粗细，又称地子，是指质地的细腻程度。
- 透明度，俗称“水头”
- 雕工，即雕刻工艺水平
- 重量，即翡翠的质量大小。

翡翠制品的价格一般不受年代久远的影响，这一点与软玉有所不同。但是，新翡翠要比清朝雕刻的翡翠具有价值。

### 颜色
翡翠的颜色因含有的铬元素质量分数不同而显白或绿色。一般以白色泛绿种类最为常见，以祖母绿色为贵。
翡翠的颜色主要有：
- 白色，基本上不含杂质。
- 红色，含三价铁。[2]
- 黑色，含2%以上的铬。
- 绿色，含2%以上的铬和二价铁。
- 黄色，含元素鐵。
- 紫色，含元素錳。
- 藍色，基本上與绿色一樣，可是比其他顏色少見。

绿色的翡翠根据颜色的不同，可以进一步分为宝石绿，祖母绿，秧苗绿，翠绿，豆青绿，菠菜绿，浅水绿等。翡翠的颜色，以正（纯正）、阳（鲜明）、浓（浓郁）、勻（均勻）为上。宝石绿，祖母绿，秧苗绿，翠绿四种可称为上品，四种中又以宝石绿最名贵。

### 质地
翡翠的质地是指翡翠结构的粗糙和细腻的程度。主要体现在晶体颗粒的大小。

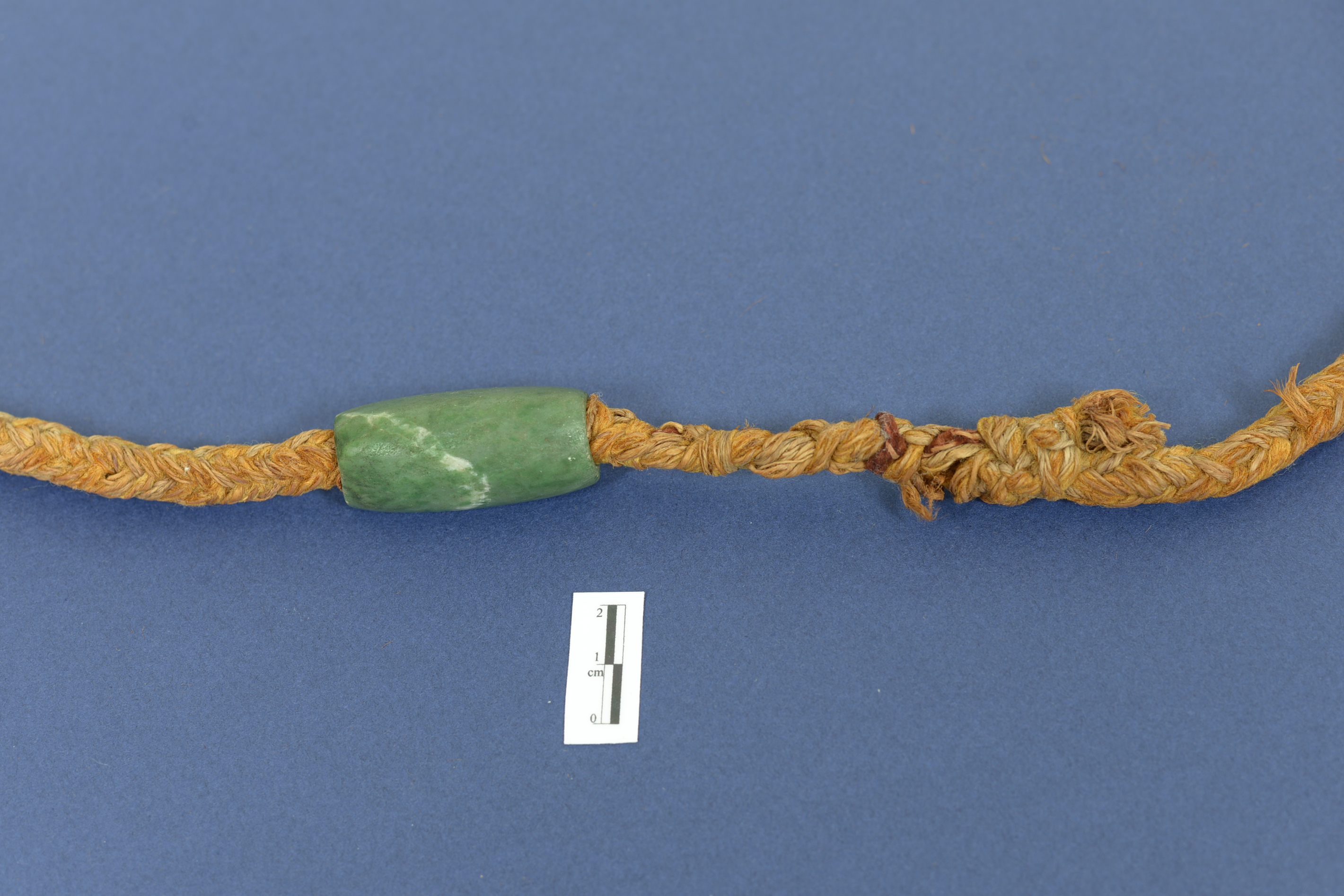
翡翠美拉尼西亞項鍊

### 地子
翡翠的地子是指翡翠中绿色以外的地方，香港称为种。翡翠的种由高到低大概可分为龙石种、玻璃种、冰种、糯米种（又称糯种）、豆种等。其中龙石种是翡翠種质中的极品。龙石种非常难见，产地只在缅甸生产，大多为绿偏白色，其他颜色极少见，眼不见杂质，1970年就绝产了。

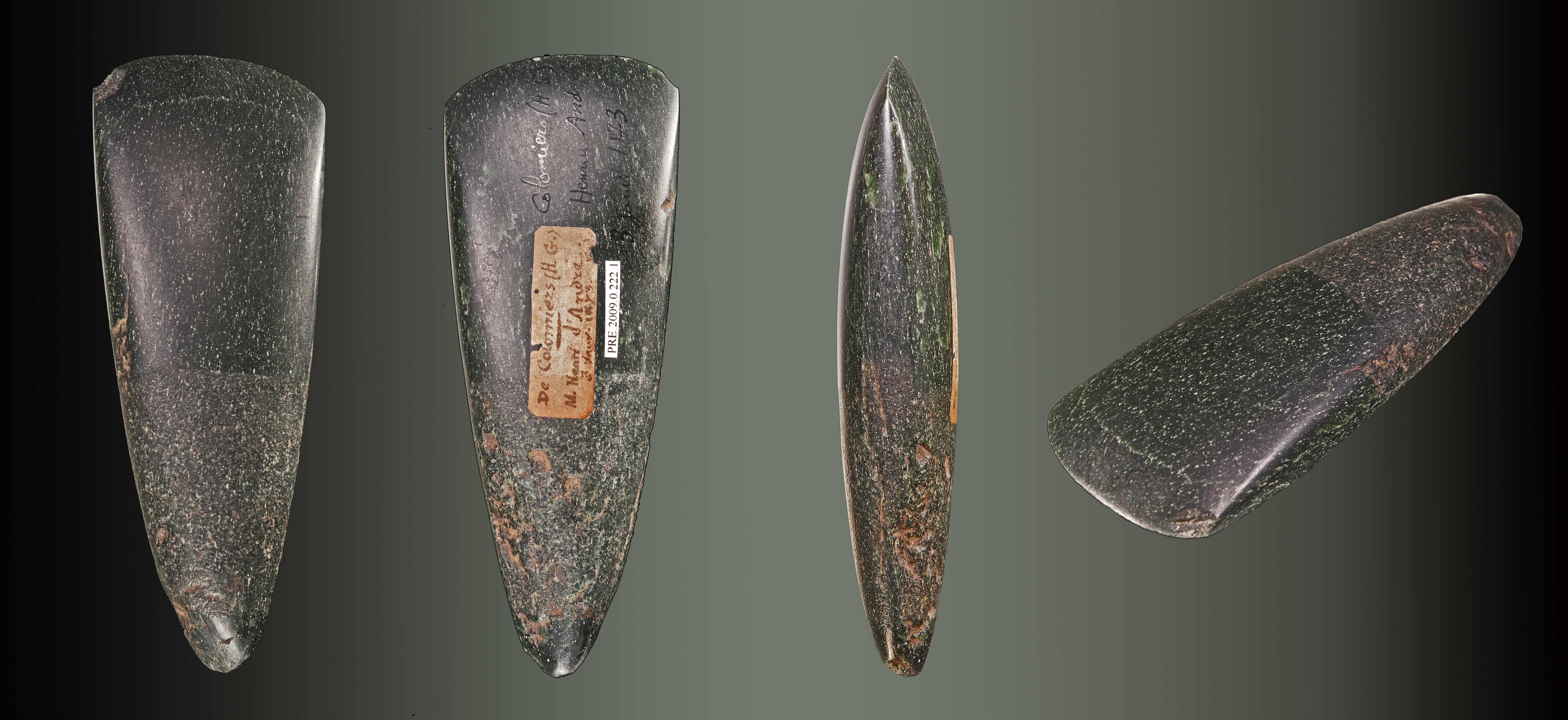
翡翠

### 透明度
翡翠的透明度，又称为水头，其价值从高到底依次为：玻璃地（很透明）、冰地（透明）、蛋清地（半透明）、藕粉地（微透明）、瓷地（不透明）。“一分水十两银”，翡翠的透明度越高，价值越高。

### 坑
翡翠的原料依照出产方式分为“老坑”和“新坑”等等说法，其中人们将长期受自然界雪水浸泡的翡翠原石称为“老坑翡翠”，这样的翡翠外观一般是偏绿色，据称有水亮斑的光泽。因而受到人们的欢迎。
翡翠的原料依照出产方式分为“老坑”和“新坑”等等说法，最早开采的坑口的翡翠质地细腻高品质的居多，后期开采越来越大，新开的坑口大部分翡翠品质上赶不上以前的坑口，所以后期大家习惯上认为好品质的翡翠是老坑出的。慢慢的老坑就成为高品质的代名词。

## 产地
世界上超过90%的硬玉产于缅北。日本新潟县以及北陆沿海、危地马拉、美国、俄罗斯也有出产。全世界已探明宝石级硬玉~翡翠原料仅产于缅甸北部克钦邦密支那地区。緬北以外地區產的皆為輝玉質硬玉。

## 人工改善
现在人们可以通过强酸浸泡或者激光蚀刻来填充一些颜色，使品种较差的翡翠在外观上变得与高档翡翠类似。现在翡翠在市场上通常以字母A、B、C为标识分辨翡翠制品的质地，
- A货翡翠，天然翡翠，是未经过化学处理，颜色、结果自然的天然翡翠。
- B货翡翠，漂白注胶翡翠，是经过强酸清洗和注胶的翡翠，强酸浸泡、清洗有助于提高翡翠的透明度和色泽。
- C货翡翠，染色翡翠，是经用人工着色处理的翡翠，通常是用有机染料或无机染料着色。
- B+C货翡翠是同时进行过强酸清洗和注胶和人工着色处理的翡翠。

## 历史

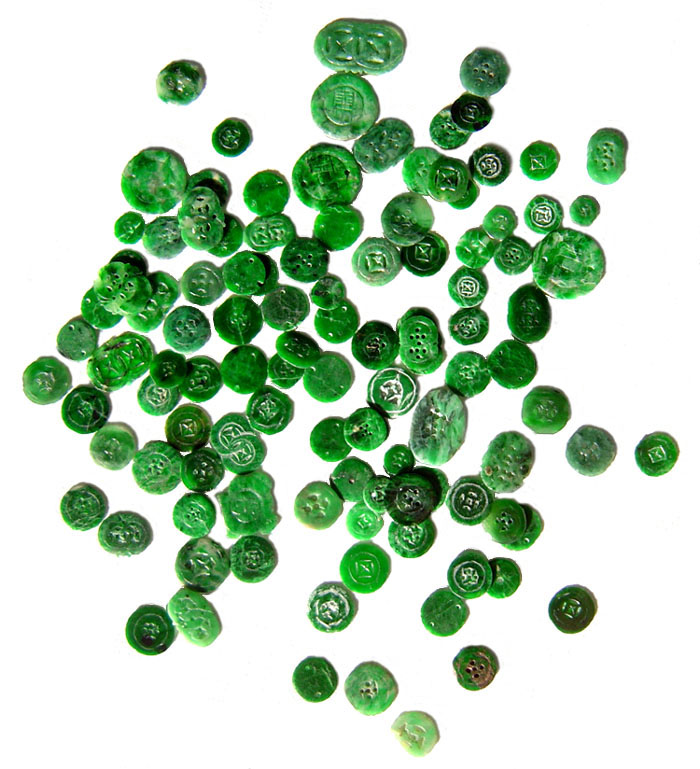
翡翠製作的古代紐扣

翡翠大量开采的时间不长，约有600多年的历史。不完全記載，翡翠传入中国至少早在漢朝，小批量是在明朝，明、清两代，翡翠工艺品在中国流行。从云南永昌、腾冲至缅甸克钦邦的密支那一线是进行宝石贸易的商路，有“玉石路”、“宝井路”之称。腾冲也因在翡翠贸易和加工方面的重要地位，有翡翠城之说。
早期普通翡翠并不名贵，尤其沒有綠色的翡翠身价并不高，不为中国人所重视，清纪晓岚（1724—1805）在《閱微草堂筆記》中写道：“盖物之轻重，各以其时之好，尚无定准也，记余幼时，人参、珊瑚、青金石，价皆不贵，今则日昂。...云南翡翠玉，当时不以玉视之，不过如蓝田乾黄，强名以玉耳，今则为珍玩，价远出真玉上矣”。由此可知，18世纪初，古人不认为翡翠是软玉系列，普通翡翠价格较低。

## 延伸阅读
[在维基数据编辑]
 《欽定古今圖書集成·博物彙編·禽蟲典·翡翠部》，出自陈梦雷《古今圖書集成》

## 外部連結
- 輝玉 - Mindat.org （页面存档备份，存于）
- 輝玉 - WebMineral （页面存档备份，存于）